# 포르갈 모나크
포르갈 모나크(아일랜드어: Forgall Monach) 또는 포르갈 마나크(아일랜드어: Forgall Manach)는 얼스터 대계의 등장인물이다. 오늘날의 더블린 주 루스카에 있는 루글로크타 로가(Luglochta Loga)에 살았다고 한다.
울라의 영웅 쿠 훌린이 포르갈의 작은딸 에버르와 사랑에 빠졌으나, 포르갈은 큰딸 피얼(Fial)이 아직 결혼하지 못했다는 이유로 쿠 훌린의 청혼을 거절했다. 포르갈은 변장하고 갈리아의 왕으로 행세하며 울라를 찾아가 쿠 훌린이 알바(스코틀랜드)로 가서 여전사 스카하크에게 수련을 받고 오라고 권한다. 포르갈은 쿠 훌린이 수련을 못 견디고 알바에서 죽길 바란 심산에서 그렇게 한 것이었다. 이후 포르갈은 먼스터의 왕 루가이드 막 노이스와 에버르를 결혼시키려고 중매를 꾸미지만 에버르가 쿠 훌린을 사랑한다는 사실을 알게 된 루가이드는 죽을까봐 에버르와 결혼하기를 거부했다.
쿠 훌린이 수련을 마치고 알바에서 에린으로 돌아왔으나 포르갈은 여전히 그와 에버르의 결혼을 허락하지 않았다. 결국 쿠 훌린은 포르갈의 성채를 공격했고, 포르갈의 신하 스물 네 명을 죽이고 에버르를 보쌈해 가면서 포르갈의 보물들도 함께 훔쳐갔다. 포르갈은 성루에서 떨어져 죽었다.